# Mascarenhia
Mascarenhia is een geslacht van kevers uit de familie van de loopkevers (Carabidae). De wetenschappelijke naam van het geslacht is voor het eerst geldig gepubliceerd in 1933 door Alluaud.

## Soorten
Het geslacht Mascarenhia is monotypisch en omvat slechts de volgende soort:
- Mascarenhia subappendiculata (Dejean, 1831)